# Slomškov trg, Maribor
Slomškov trg je trg v Mariboru, poimenovan po slovenskem škofu Antonu Martinu Slomšku.

## Zgodovina
Današnji Slomškov trg se je nekdaj imenoval Kirchenplatz (nemško Cerkveni trg), ime je trg dobil po župni cerkvi Sv. Janeza Krstnika. Šele leta 1859 so trg poimenovali Stolni trg. Tega leta je namreč škof Slomšek prenesel sedež lavantinske škofije iz Št. Andraža na Koroškem v Maribor. V spomin na škofa Slomška so trg leta 1919 preimenovali v Slomškov trg.

## Lega
Ob robu parka, ki so ga nasadili leta 1891, so 100 let zatem postavili spomenik prvemu mariborskemu škofu Antonu Martinu Slomšku, delo kiparja Martina Dreva. V parku vzbudi pozornost še bazenček z otroško plastiko, kipcem »Korleka«, delom kiparja Gabrijela Kolbiča. Okoli cerkve je bilo nekoč mestno pokopališče, kjer je bilo pokopanih mnogo znamenitih mariborskih družin. Nagrobniki so se ohranili in so danes vzidani v zunanjo steno cerkve. V bližini je še nagrobna plastika ležečega leva iz rimske dobe, iz 1. ali 2. stoletja naše ere. Menda so ga našli pri vasi Starše v dravski strugi. 
Ovalno privzdignjeno ploščad na trgu s kamnitimi stebrički in piramidalnimi hrasti je leta 1938 zasnoval slovenski arhitekt Jože Plečnik, arhitekt Branko Kocmut pa je uredil celotni trg po njegovi zasnovi 30 let kasneje. Trg je obkrožen z mogočnimi stavbami sedeža mariborske univerze, sedežem Pošte Slovenije v kateri je bila nekoč bolnišnica, in Slovenskega narodnega gledališča. 
Stavba mariborske pošte je postavljena na kraju, kjer so bili nekoč mestna ubožnica, cerkev sv. Duha, dekliška šola in bolnišnica. Na nekdanjo bolnišnico, meščanski špital, ki ga je leta 1348 ustanovil mestni pisar Benedikt Mother, opozarja spominska plošča na stavbi. V opuščeni cerkvi sv. Duha, ki je stala na vogalu ulice, je v prvi polovici 19. stoletja delovalo gledališče, nato pa dekliška šola vse do leta 1891, ko so stavbo zaradi gradnje sedanjega poštnega poslopja podrli.
Na sredini Slomškovega trga stoji Stolna cerkev, ki je bila zgrajena v prvi polovici 12. stoletja kot triladinjska bazilika v slogu romanike.